# Vía de la Plata Festival
El festival Vía de la Plata ha sido creado en el año 2008 en la ciudad española de Mérida, por la promotora musical 'A Vallekas Producciones'. Se celebra en las instalaciones del albergue Juvenil 'El Prado', con una capacidad para 30000 espectadores y el género musical predominante es el metal.
En su primera edición, celebrada el 11 de julio de 2008, los cabeza de cartel fueron la banda británica de heavy metal, Iron Maiden. Esa fue la única actuación de esa banda en España de su gira Somewhere Back In Time World Tour, ya que una segunda actuación prevista en Zaragoza para el día 12 de julio fue suspendida debido a que las lluvias torrenciales caídas ponían en peligro la seguridad del escenario. Otras bandas que actuaron fueron Slayer, Iced Earth, Avenged Sevenfold, Lauren Harris, Rose Tattoo, Barón Rojo y Ra.

## Lista de actuaciones
| Viernes, 11 de julio de 2008                                                            |
| --------------------------------------------------------------------------------------- |
| Iron Maiden Slayer Barón Rojo Iced Earth Avenged Sevenfold Rose Tattoo Lauren Harris Ra |